# Julia Görges
Julia Görges, född 2 november 1988 i Bad Oldesloe, är en före detta tysk tennisspelare.
I damsingeln vid olympiska sommarspelen 2012 förlorade Görges mot Marija Kirilenko i tredje omgången.
Hon drog sig tillbaka från tennisen den 21 oktober 2020.

### Översättning
Den här artikeln är helt eller delvis baserad på material från engelskspråkiga Wikipedia, 16 juni 2012.